# Marchy Lee

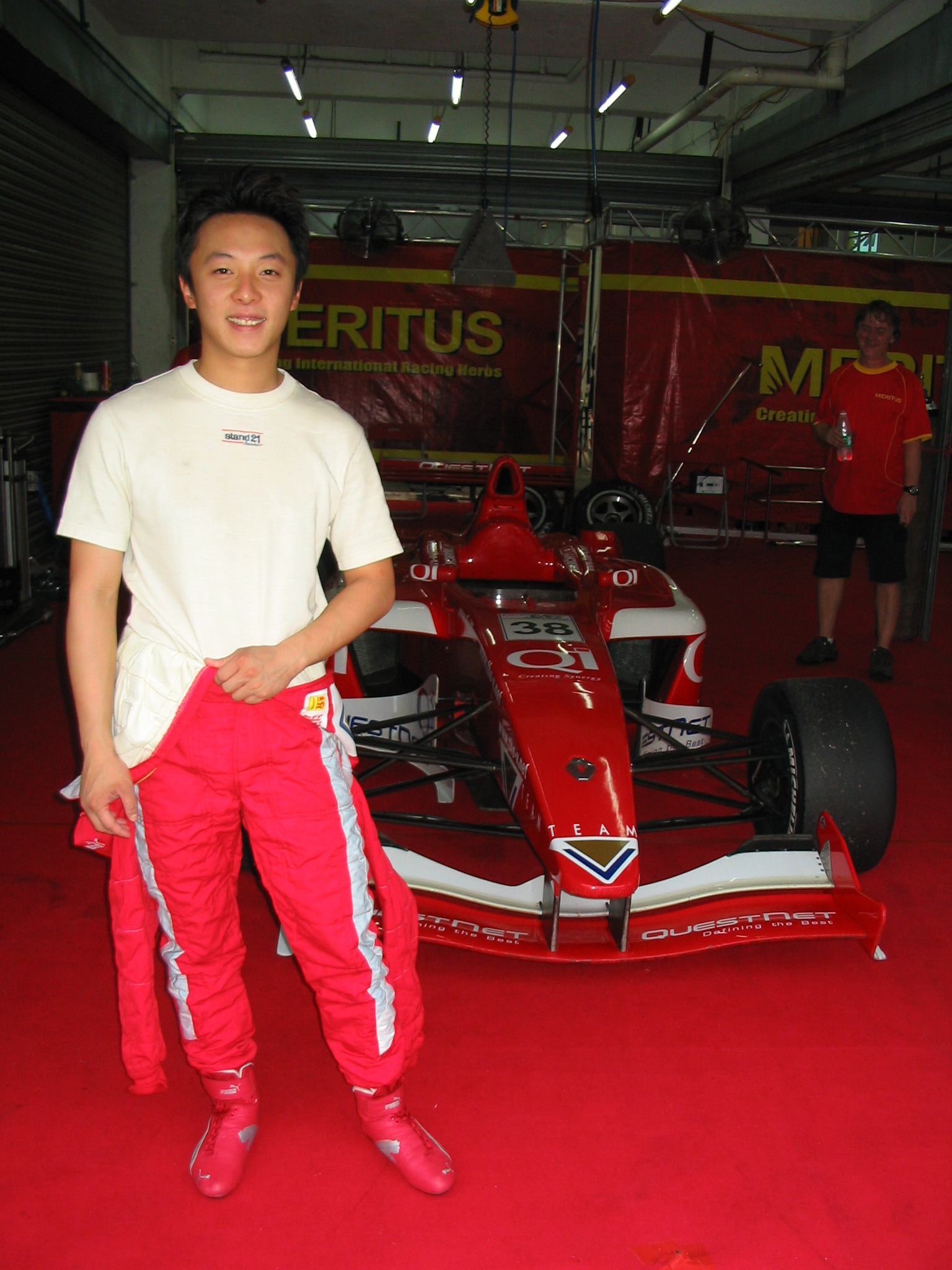
Marchy Lee.

Marchy Lee Ying-Kin (Chinees: 李英健, Hongkong, 2 september 1976) is een autocoureur uit Hongkong.

## Carrière
Lee begon op jonge leeftijd in het karting. Toen het Zhuhai International Circuit in 1996 gebouwd werd, maakte hij zijn debuut in de eerste Chinese Formule Campus. Nadat hij het kampioenschap won, kreeg hij een beurs voor de Auto Sport Academy-raceschool in Le Mans om zich te ontwikkelen. Hij bleef drie jaar in Frankrijk rijden, waar hij in de Formule Campus naar de Franse Formule 3 reed en goede resultaten behaalde. Na deze drie jaar had hij echter geen budget meer, waardoor hij terugkeerde naar Azië om deel te nemen aan verschillende Aziatische en Australische Formule 3-races. Hij won twee Aziatische races en eindigde als zevende in de Grand Prix van Macau in 2002. In 2003 behaalde hij pole position in de Australische Formule 3-race op het Phillip Island Grand Prix Circuit. Later dat jaar won hij twee races in de Aziatische Formule BMW en eindigde hij tweede achter Hideaki Nakao in de Formule Renault-race in Macau. Ook nam hij deel aan de Aziatische Porsche Carrera Cup-race in Macau, en eindigde hier als vijfde, ondanks een probleem met zijn gaspedaal, achter Alex Yoong, Charles Kwan, Matthew Marsh en Nigel Albon.
In 2004 stapte Lee fulltime over naar de Aziatische Formule BMW voor het Team Meritus. Hij won twaalf van de veertien races, waarmee hij de eerste Chinese coureur werd die kampioen werd in een internationaal formulekampioenschap. Hij kreeg een Formule 3-test voor Team Rosberg als prijs voor zijn kampioenschap. Ook kreeg hij de kans om een Formule 1-auto te testen voor het team Minardi.
In 2005 en 2006 had Lee niet genoeg budget om een volledig seizoen te rijden. Een last minute-deal zorgde er echter voor dat hij in de Aziatische Formule Renault voor Meritus mocht rijden in Zhuhai. Hij eindigde sterk als tweede in de laatste race van het seizoen achter Matt Halliday, waarbij hij ook de snelste ronde reed.
In 2007 reed Lee in de Aziatische Super Car Challenge in Zhuhai, waarin hij een overwinning en een tweede plaats behaalde in een Ferrari 430. Vervolgens reed hij in de Aziatische Porsche Carrera Cup Asia op het Sepang International Circuit, waar hij tweemaal als tweede eindigde. Dat jaar reed hij ook fulltime in de Aziatische Formule Renault voor Meritus. Met één overwinning eindigde hij hier als twaalfde. In juli werd bekend dat hij de coureur werd van een nieuw team in de Aziatische Porsche Carrera Cup onder de naam "Racing for Charity", waarmee het hoopt de Child's Dream Foundation te helpen. In augustus werd bekend dat hij in de A1GP voor het A1 Team China de rookietests mocht uitvoeren met drie andere coureurs. De beste coureur zou zich bij Congfu Cheng voegen als coureur voor het team. Uiteindelijk werd hij de tweede coureur voor het team. Hij maakte zijn debuut in het tweede raceweekend op het Automotodrom Brno, waarbij hij data verzamelde voor het team in de rookiesessies. In november nam hij opnieuw deel aan de Aziatische Porsche Carrera Cup in Zhuhai, waarbij hij race 11 en 12 won. Ook reed hij in de race in Macau, waar hij oorspronkelijk als vierde eindigde, maar na een straf voor Danny Watts als derde geplaatst werd.
In 2008 nam Lee opnieuw deel aan de Aziatische Porsche Carrere Cup. Met twee podiumplaatsen eindigde hij als vijfde in het kampioenschap. Ook werd hij de eerste Chinese coureur die in de Speedcar Series uitkwam. Met één podiumplaats eindigde hij hier als negende. In 2009 reed hij hier opnieuw en eindigde hij als twaalfde.
In 2010 keerde Lee terug in de Aziatische Porsche Carrera Cup voor het team Red Bull China Racing. Hij behaalde twee overwinningen in het raceweekend in Zhuhai. In het laatste weekend had hij gevechten met Allan Simonsen en later Christian Menzel, maar hij had niet genoeg snelheid om het kampioenschap af te pakken van Menzel en werd tweede. Ook reed hij samen met Matthew Marsh en Alex Yoong in een Audi R8 LMS voor het team KK Performance in de 1000 kilometer van Zhuhai als onderdeel van de Intercontinental Le Mans Cup. Zij startten de race als elfde en eindigden als twaalfde als winnaar van de GTC-klasse. Later reed Lee in dezelfde auto naar de tweede plaats in de Macau GT Cup, waarbij alleen Keita Sawa voor hem eindigde.
In 2011 maakte Lee zijn debuut in het World Touring Car Championship. Voor het team DeTeam KK Motorsport reed hij in een BMW 320 TC. Echter was na drie raceweekenden zijn budget op en stapte uit het kampioenschap, waar zijn beste resultaat een veertiende plaats was in de tweede race op het Autodromo Nazionale Monza.
In 2012 stapte Lee over naar de Audi R8 LMS Cup, waarin hij kampioen werd met twaalf punten voorsprong op Adderly Fong. In 2013 keerde hij terug in het kampioenschap, waar hij als derde eindigde achter Fong en Alex Yoong.